# つばさ (本田美奈子の曲)
「つばさ」は、本田美奈子の19枚目のシングル。1994年5月25日にマーキュリー・ミュージックエンタテインメントから発売された。

## 解説
前回のシングル「SHANGRI-LA」から3年7ヶ月ぶり、ミュージカル女優として活躍してから初、また東芝EMIからマーキュリー（現・ユニバーサルミュージック）への移籍第1弾シングル。本人が熱唱しながら出演したオッペン化粧品の企業CMソングとして親しまれているが（2008年にTVCMを再開させた同社のCMにも再び使用されている）、埼玉県「魅力いっぱい彩の国」のCMソングでもある（関東ローカルもしくはテレビ埼玉で放映）。
本田作品の中では「アメイジング・グレイス」と双璧をなす人気を誇り、ベストアルバムにも収録されている。没後に制作されたアルバム『心を込めて...』にはテレビ出演時の音源がボーナストラックとして収録されている。

### 超ロングトーン
間奏部分で大きく伸ばす超ロングトーンは、10小節強、時間にして28秒にも及ぶ（この部分の間奏で、歌がかかっていない部分はわずか3小節弱しかない）。1994年9月18日放送の『ミュージックフェア'94』出演時に番組内で歌われている。
しかし、2003年5月25日放送の『題名のない音楽会21』出演時には、さらに1小節長い11小節半（時間にして30秒）のロングトーンを披露しており、曲の途中でありながら観客から大拍手が起こったほどの反響があった上、本田の死後『題名のない音楽会21』や『ミュージックフェア21』で追悼特集が組まれた際に、この曲が取り上げられた。特に『題名のない音楽会21』追悼特集では「伝説の名唱」「驚異のハイトーン」と評されていた。

### セルフカヴァー
その後、製作者である太田美知彦も自身のライブでこの楽曲を取り上げるようになった。本田バージョンのようなロングトーンは披露されていないものの、アレンジは全体的にアコースティック系の落ち着いたものとなっている。ホームページで公開されているスタジオバージョンの試聴版ではコーラスが際立つようなアレンジに仕上がっている。最近では自身の七夕ライブのトリをかざる曲としても披露している。2008年11月5日にスタジオバージョンがインディーズリリースされた。

### 岩崎宏美によるカヴァー
また、生前に本田と公私共に親交のあった岩崎宏美が、アルバム『Dear Friends III』制作にあたって収録曲へのリクエストを募ったところ、リクエストがもっとも多かった楽曲が「つばさ」であった。アレンジは全体的に落ちついたものとなっている。岩崎は、超ロングトーンについて、2006年11月17日の『たけしの誰でもピカソ』出演時に「聴かせどころでもあるので、自分に歌えるかどうか…と思った」と述べている。この半年後の2007年4月、プラハでのチェコ・フィルハーモニー管弦楽団と共演したアルバム『PRAHA』（同年9月26日発売）にも「つばさ」を収録した。

### 林原めぐみによるカヴァー
2012年、アニメ映画『マルドゥック・スクランブル 排気』の主題歌として、主人公ルーンを演じる林原めぐみが本曲をカヴァーしている。ちなみに劇場版『マルドゥック・スクランブル』はこれまでに2作アニメ映画化されており、主題歌は本田の楽曲で、第1作『圧縮』（2010年公開）では「アメイジング・グレイス for Balot」が、第2作『燃焼』（2011年公開）では「アヴェ・マリア for Balot」が使われている。
映画『排気』公開初日の舞台挨拶において林原も本曲についてコメントしており、本田が支えてきたこの作品を、主人公だからと言って歌っていいのか、それが本当に作品のためなのかと迷った時に、著者の冲方丁より「命のバトンタッチをしてほしい」という助言をもらい、迷いが晴れて歌わせてもらったという。

## 収録曲
1. つばさ
作詞：岩谷時子、作曲：太田美知彦、編曲：佐橋俊彦
2. ポジティブに愛して
作詞・作曲：I.cano、日本語詞：岩谷時子、編曲：見岳章
3. つばさ（inst.）

## 収録アルバム

### 本田美奈子(.)名義
- JUNCTION（1994年9月24日発売）
- LIFE -Minako Honda. Premium Best-（2005年5月21日発売）
- 心を込めて...（2006年4月20日発売）　
『ミュージックフェア'94』出演時の録音を収録。テレビ用に短縮されているが、ロングトーンは際立っている。
- クラシカル・ベスト〜天に響く歌〜（2007年4月20日発売）
付属DVDに1996年に阿蘇ファームランドで行われたジョイントコンサートの映像を収録。フルコーラスで収録されている。

### 企画アルバム
- 名曲発掘!ジュエル・バラッズ（2005年10月19日発売）
間奏のロングトーンを際立たせるなど、全体にドラマティックに聞こえるように大幅にリマスタリングされている。

### 他のアーティストによるカヴァー
- 岩崎宏美
  - Dear Friends III （2006年9月27日発売） - アルバム作成にあたってのリクエスト投票で本曲が1位だった。
  - PRAHA （2007年9月26日発売） - 2007年4月プラハのドボルザークホールにてチェコ・フィルハーモニー管弦楽団と共演。また、この曲には「〜Dedicated to 本田美奈子.〜」と献辞が付けられた。
- 林原めぐみ
  - シングル「つばさ」（2012年9月29日発売）

- 蘭寿とむ
  - アルバム「Le Ange（ル アンジュ）」（2015年10月21日）収録[2]
- RiRiKA
  - アルバム「テレビ東京系「THEカラオケ★バトル」 BEST ALBUM II」（2017年8月2日発売）収録
- 島津亜矢
  - アルバム『SINGER 6』（2019年9月25日発売）収録

## TV
- アイドルオンステージ
- オールナイトフジ
- ミュージックフェア
- 題名のない音楽会21